# Nationaal park Mananara Nord
Het Nationaal park Mananara Nord is een beschermd natuurgebied van 240 km² in de regio Analanjirofo in Madagaskar. Het nationaal park bevindt zich 280 km ten noorden van Toamasina.

## Biosfeerreservaat
Het biosfeerreservaat beslaat in totaal 144.000 ha waarvan 23.000 ha terrestrisch park en 1000 ha mariene park. Het mariene park, Nosy Antafana was het eerste in zijn soort van Madagaskar en bestaat uit drie eilanden: Nosy Be (of Nosy Anatafana), Nosy Rangontsy en Nosy Hely. Het mariene ecosysteem is heel interessant vanwege de aanwezigheid van het koraalrif.
Mananara Noord is het eerste beschermde gebied in Madagaskar van het wereldwijde netwerk van biosfeerreservaten aangewezen door de UNESCO. De Betsimisaraka en de Tsimihety zijn de belangrijkste etnische groepen die in dit gebied wonen, in totaal een 60.000 stamleden in 186 dorpen en gehuchten. Het zijn voornamelijk boeren en de regio is een belangrijke producent van kruidnagel, vanille en koffie. Het gebied omvat lineaire en smalle valleien, rotswanden, watervallen en rotsachtige kusten. 
Het mariene park heeft een rijke originele biodiversiteit. Het heeft drie percelen, waarvan de grootste, Nosy Be een zoetwaterbron heeft. De tweede, Nosy Rangontsy herbergt een mangrove met brak water waar vissen in zwemmen en in het oosten zijn grote granietmassa's.

## Klimaat
De zee is warm met een temperatuur tussen 18 °C en 20 °C, te wijten aan de zuidequatoriale stroom die vanuit Zuidoost-Azië de oostkust raakt. Het ondiepe water en de hoge temperatuur zijn ideaal voor de ontwikkeling van het koraalrif. Het regent bijna het hele jaar in het gebied. Het is een vochtig tropisch klimaat met een gemiddelde temperatuur van 25,2 °C en een neerslag van 2900 mm per jaar. Dit gaat ook dikwijls gepaard met orkanen die Mananara teisteren.

## Fauna
In de twee parken, het mariene en het terrestrische, bevinden zich veel diverse soorten. 77 soorten vogels werden geregistreerd, 13 soorten lemuren, 17 soorten knaagdieren in het regenwoud en 7 soorten zoetwatervissen. Mananara-Nord is een van de beschermde gebieden met het hoogste aantal soorten kleine zoogdieren in het oosten. In het mariene ecosysteem zijn 132 soorten cnidaria, 179 soorten zeevis, 16 soorten geleedpotigen, twee soorten reptielen en twee soorten zoogdieren gekend.
De belangrijkste endemische soorten zijn de Indri indri, de oostelijke wolmaki, het vingerdier, de roodstaartvanga en de helmvanga.

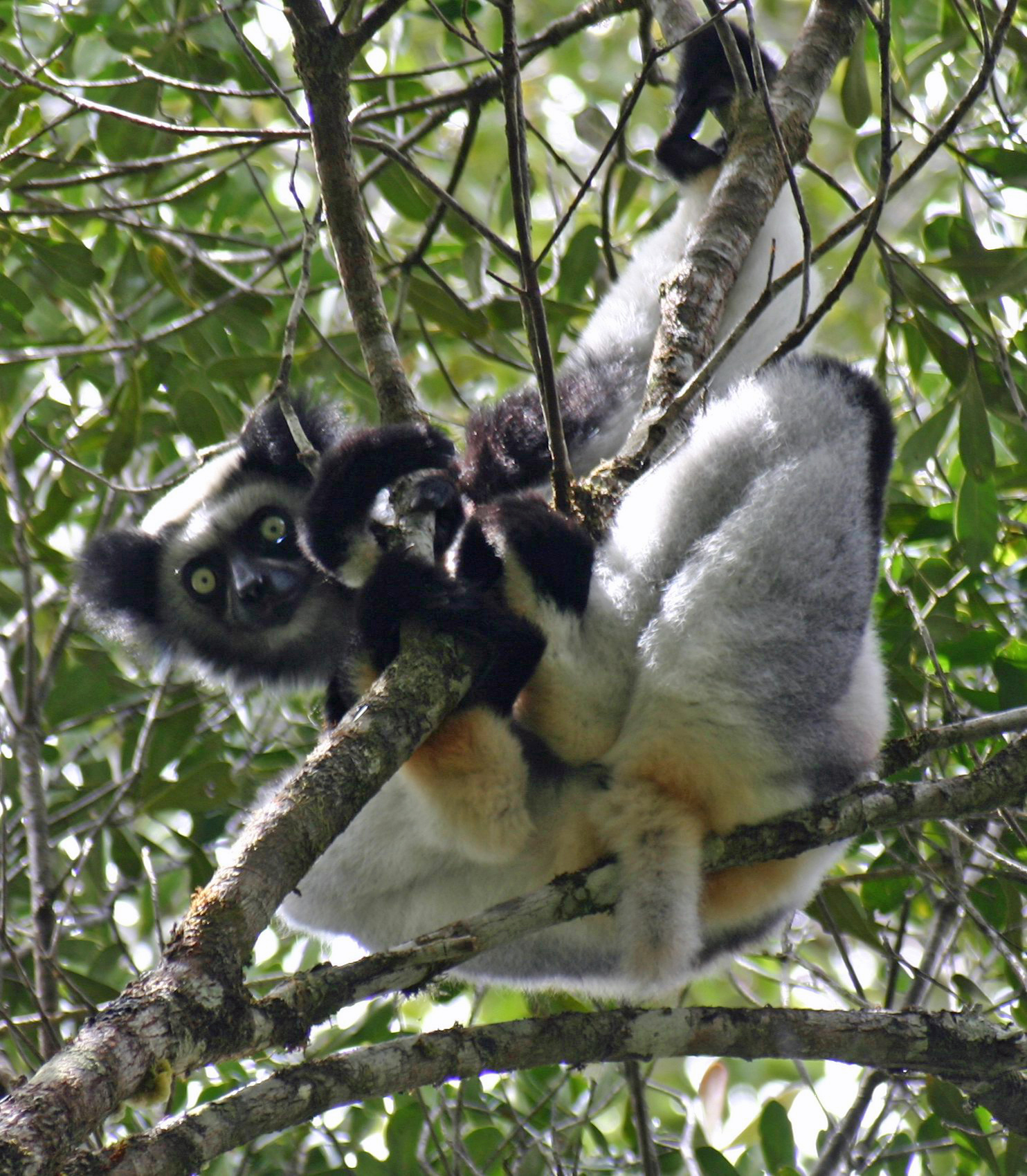
Indri indri of babakoto
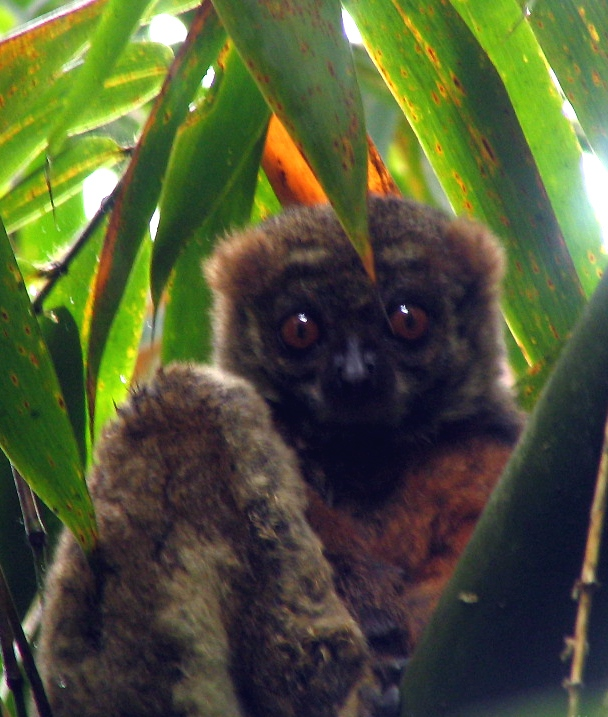
Oostelijke wolmaki
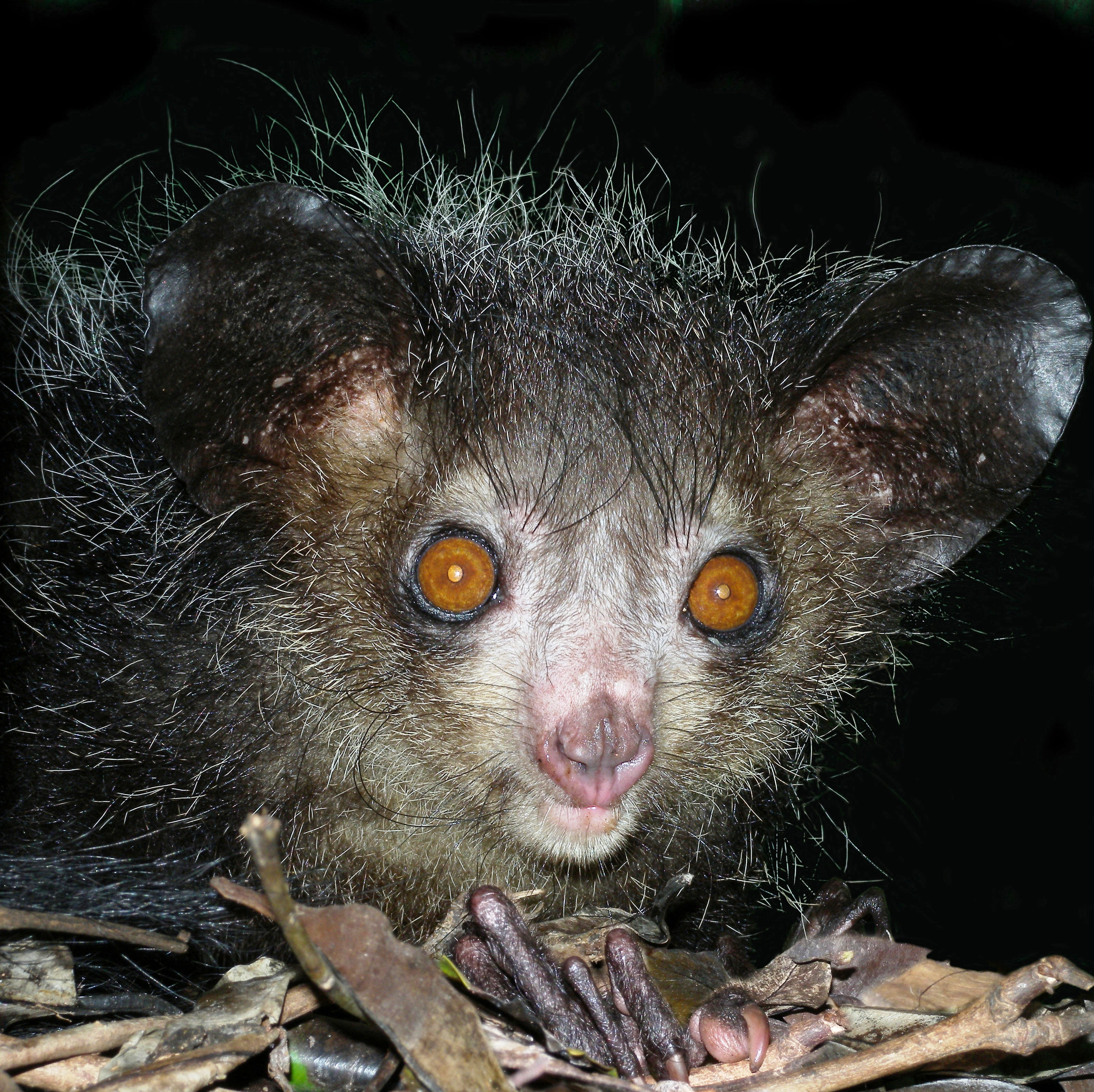
Vingerdier of aye-aye
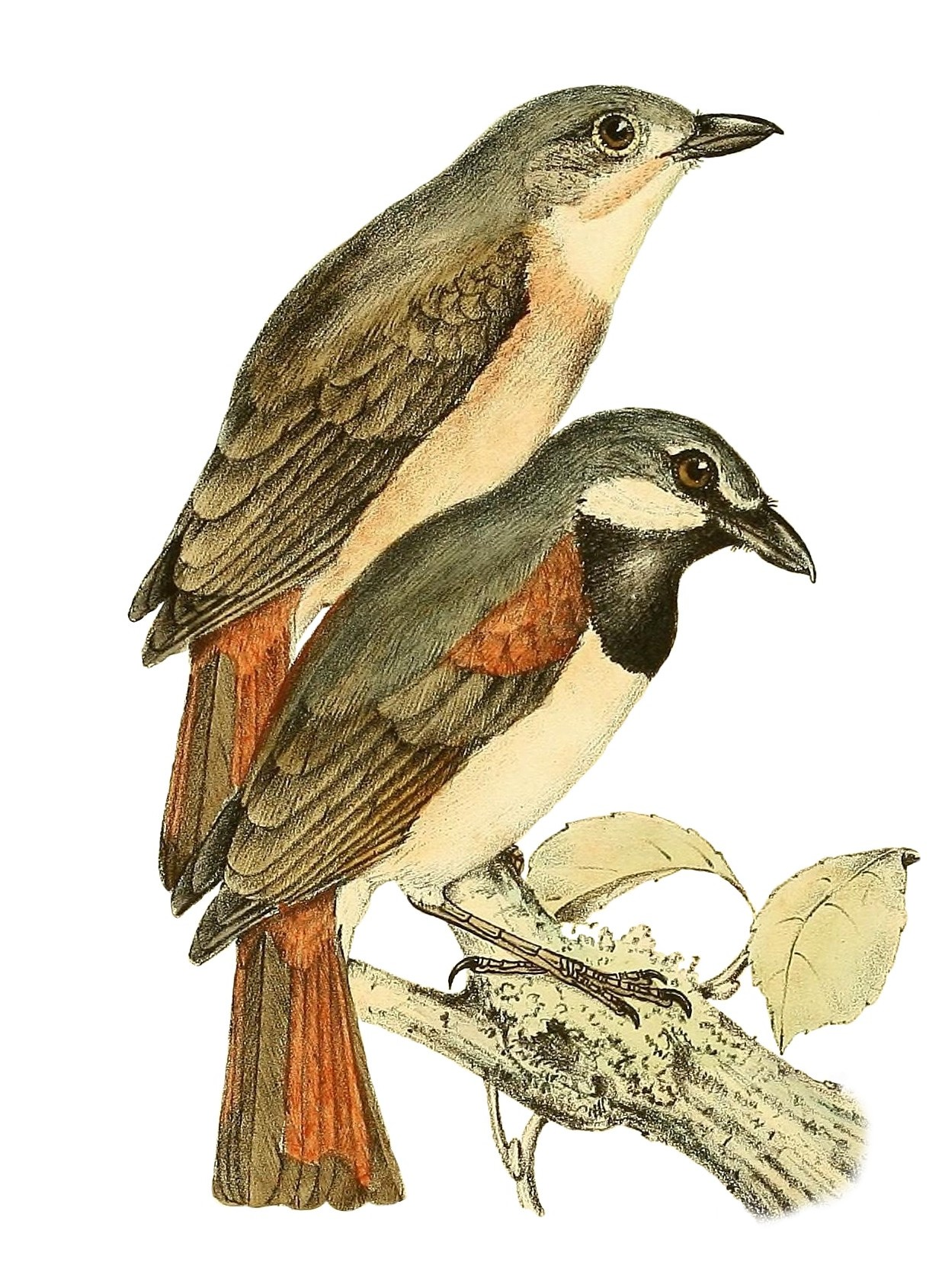
Roodstaartvanga
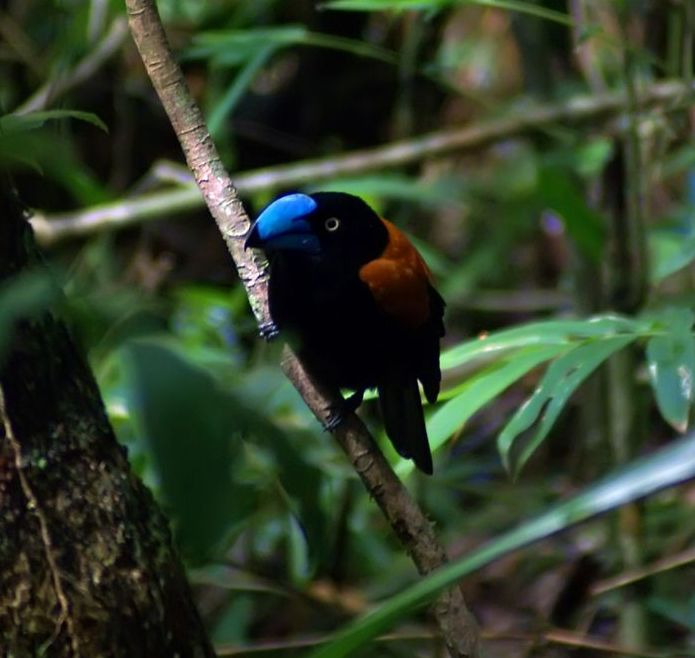
Helmvanga

## Flora
Het park bevat meer dan 1200 soorten planten en bomen. Er zijn veel palmen te vinden vanaf de zee tot de piek van Verezanantsoro, in totaal 47 soorten waaronder enkele zeldzame endemische soorten enkel voorkomend in het park zoals Dypsis beentjei en Dypsis antanambensis. De flora in het mariene park omvat 114 soorten in drie verschillende habitats. In de mangrove vindt men 7 van de 9 endemische soorten mangroveplanten in Madagaskar.
Anja Community Reserve ·
Berenty-reservaat ·
Renialareservaat ·
Kirindy Forest ·
Zoölogisch park van Ivoloina